# زيلدا دابرانو
زيلدا فاي دابرانو (وُلدت بتاريخ 24 يناير / كانون الثاني عام 1928 وتوفت بتاريخ 21 فبراير / شباط عام 2018) كانت ناشطة نسوية تعيش في ملبورن في فيكتوريا.

## حياتها

### بداية حياتها
نشأت دابرانو في منزل مكون من غرفتي نوم في كارلتون مع شقيقها وأختها ووالديها. ترعرعت ضمن أسرة يهودية أرثوذكسية، لكن والدتها أصبحت شيوعية عندما كانت دابرانو لا تزال طفلة مما شجعها لتصبح على ما هي عليه في السنوات اللاحقة. تركت المدرسة قبل أن تبلغ 14 عاما من العمر لتعمل في مصانع مختلفة على الرغم من انها كانت ترتاد المدرسة بمنحة دراسية. تزوجت في سن 16 سنة لتشارلي دابرانو الذي انفصل عنها بعد 21 عامًا، كان لديها طفلة تدعى ليوني عندما كان بلغت 17 عامًا. كانت تعمل في تلك المصانع عندما لاحظت لأول مرة أوجه عدم المساواة التي تواجهها العاملات الإناث مقارنة بالعمال الذكور خاصة فيما يتعلق بفارق الأجور. فصلت من عدة وظائف لمحاولتها تحسين الظروف التي تعمل فيها النساء. التحقت بالحزب الشيوعي في عام 1950 وكانت عضوًا فيه حتى عام 1971.

### دراستها
غادرت دابرانو المدرسة قبل عيد ميلادها الرابع عشر لتساعد في إعالة أسرتها. أصبحت في وقت لاحق مؤهلة كممرضة في طب الأسنان بشكل كامل في عام 1961. نالت شهادة التخرج في عام 1965 في نفس الوقت الذي تخرجت فيه ابنتها. التحقت بالمدرسة الليلية لمدة عامين وتخرجت عام 1967 كطبيبة أطفال مؤهلة، لكنها لم تمارس هذه المهنة أبدًا.

## حياتها المهنية
بعد عملها في العديد من الوظائف، بما في ذلك مصنع كعك الغريبة والبقالات، ذهبت دابرانو للعمل في مستشفى لاروندل للطب النفسي كممرضة أسنان. انضمت إلى فرع اتحاد العاملين بالمستشفى رقم 2، حيث لم تحظ هناك بالدعم الكافي خاصةً بسبب كونها امرأة.
شغلت منصب المديرة أثناء وجودها هناك، مما جعلها مسؤولة عن جميع النساء اللواتي عملن ممرضات أسنان. عملت أيضًا يومين في الأسبوع في مستشفى للأطفال ذوي الاحتياجات الخاصة، أما الأيام الثلاثة الأخرى فقد أمضتها في مستشفى الأمراض النفسية. ذهبت في عام 1969 للانضمام إلى نقابة عمال صناعة اللحوم الأسترالية (AMIEU) حيث عملت ككاتبة فيه. انتابها الذهول بسبب ظروف العمل في المكتب، ودهشت أكثر عندما اكتشفت أنه لا يوجد أحد يتحدث عن ظروفهم. حاولت أن تكون ناشطة في كل من الاتحاد وفي العمل في محاولة لتصحيح ظروف العمل السيئة التي تواجهها النساء، ولكن تم صدها باستمرار وتجاهل جهودها. انضمت إلى خدمة البريد للعمل على فرز الطرود البريدية بعد طردها من النقابة بسبب انتقادها لرئيسها.

## نشاطها
كانت دابرانو تعمل في نقابة عمال صناعة اللحوم الأسترالية في عام 1969 حيث كانت النقابة تخضع لحالة اختبار في قضية التوزيع المتساوي للأجور على أساس ساعات العمل. انتظرت دابرانو والعديد من النساء عندما كانت القضية قيد النظر في المحكمة، وبعد فشل القضية في 21 أكتوبر / تشرين الأول عام 1969 قيدت نفسها على أبواب مبنى رابطة الكومنولث أثناء استراحة الغداء حيث لاقت دعما من قبل نساء يعملن في المبنى. تم تحريرها في النهاية من قبل الشرطة. انضم لها بعد مرور عشرة أيام بتاريخ 31 أكتوبر / تشرين الأول ألفا جيكي وتيلما سولومون، وقيدوا أنفسهم بالسلاسل إلى أبواب المحكمة التي رفضت قضية المساواة في الأجور. كان هناك تغطية إعلامية للحادثين على الرغم من قلة توفر الصور. تم طردها لاحقا من نقابة عمال صناعة اللحوم الأسترالية بسبب هذا النشاط.
أسس هؤلاء النساء الثلاثة في العام التالي لجنة العمل النسائي لإطلاق حركة تحرير المرأة في ملبورن. حاولت هذه المنظمة إشراك النساء بشكل أكبر في العمل. قالت دابرانو في عام 1995: «لقد تجاوزنا مرحلة الاهتمام بصورة المرأة الخجولة، لأن المرأة لطالما كانت مهذبة وخجولة لفترات طويلة وما زالت تعاني من التجاهل».
وقد دفع ذلك النساء إلى اتخاذ المزيد من الإجراءات سعيا لتحقيق المساواة في الأجور. أسس هؤلاء النساء الثلاثة مركز تحرير المرأة في شارع ليتل لاتروب في عام 1972. حافظت دابرانو على مبادئها اليسارية على الرغم من أنها تركت الحزب الشيوعي منذ عام 1971، حيث أدركت أن الحركة الاشتراكية لم ترحب بالنساء كغيرهن في كثير من الأحيان. استمرت لجنة العمل النسائي بالنمو والتطور. حيث سافرت اللجنة حول ملبورن ودفعن ما يعادل 75٪ من الأسعار فقط لأن النساء كن يحصلن على نسبة 75٪ فقط من أجر الرجال في ذلك الوقت. وقمن بزيارة حانات ملبورن لأن النساء لم يُسمح لهن بالشرب في الحانات انما فقط في الصالات. ساعدت اللجنة في تنظيم أول تجمع يطالب بحق الاختيار للنساء في عام 1975. ورغم أنه كان سريًا بشكل كبير في ذلك الوقت فقد شاركت فيه 500 امرأة ولكنه حظي بتغطية إعلامية قليلة.
وضع اسم دابرانو في قائمة الشرف للنساء في ولاية فيكتوريا في عام 2001.

## مؤلفاتها

### الكتب
- زيلدا: أن تصبحي امرأة، عام 1977، كارلتون الشمالية في فكتوريا. الرقم الدولي المعياري للكتاب: 0959688412
- زيلدا: الإصدار الجديد في عام 1995، وكالة سبينيفيكس للإعلام، ملبورن الشمالية. الرقم الدولي المعياري للكتاب: 1875559302
- كيت ويليامز: الاتحاد والمطالبة بحقوق التوزيع المتساوي للأجور على أساس ساعات العمل. في عام 2001. وكالة سبينيفيكس للإعلام، ملبورن الشمالية. الرقم الدولي المعياري للكتاب: 1876756020

### مساهماتها
- ماذا تفعل عندما تسأم من سوء إدارة الرجال وحروبهم على هذا الكوكب؟ في 11 سبتمبر/ أيلول من عام 2001. حررت من قبل سوسن هاوثورن وبرونواين وينتر. وكالة سبينيفيكس للإعلام، ملبورن الشمالية. الرقم الدولي المعياري للكتاب: 1876756276